# Врисула (Кавалско)
Врису̀ла или Бунарджик (на гръцки: Βρυσούλα) е бивше село в Гърция, в дем Кавала, област Източна Македония и Тракия, от 2001 година квартал на Филипи (Селян).

## География
Селото е разположено на надморска височина от 190 m, на 1 километър западно от Филипи в подножието на Урвил (Ори Леканис).

## История

### В Османската империя
В началото на XX век Бунарджик е малко турско в Кавалската кааза на Османската империя.

### В Гърция
След Междусъюзническата война в 1913 година селото попада в Гърция. Селото е обновено в 50-те години от каракачани и името Бунарджик е преведено на гръцки като Врисула. В 2001 година селото е слято с Филипи.
Населението отглежда овце и се занимава със земеделие.
| Година    | 1913 | 1920 | 1928 | 1940 | 1951 | 1961 | 1971 | 1981 | 1991 | 2001 | 2011 | 2021 |
| --------- | ---- | ---- | ---- | ---- | ---- | ---- | ---- | ---- | ---- | ---- | ---- | ---- |
| Население |      |      |      |      |      | 157  | 106  | 89   | 128  |      |      |      |